# Гетто в Бытени (Ивацевичский район)
Гетто в Бы́тене (лето 1941 — 25 декабря 1942) — еврейское гетто, место принудительного переселения евреев города Бытень Ивацевичского района Брестской области и близлежащих населённых пунктов в процессе преследования и уничтожения евреев во время оккупации территории Белоруссии войсками нацистской Германии в период Второй мировой войны.

## Оккупация Бытеня и создание гетто
В местечке Бытень перед войной проживало 739 евреев и также около 200 евреев — беженцев из Польши. Оккупация немецкими войсками продолжалась более 3-х лет — с 26 июня 1941 года по 9 (10) июля 1944 года.
Реализуя нацистскую программу уничтожения евреев, немцы создавали гетто почти во всех городах и населённых пунктах Беларуси, где проживало еврейское население. Так и в Бытени оккупанты организовали гетто и создали юденрат из 6 человек во главе с дантистом Арбузом.

## Уничтожение гетто
Немцы очень серьёзно относились к возможности еврейского сопротивления, и поэтому в первую очередь убивали в гетто или ещё до его создания евреев-мужчин в возрасте от 15 до 50 лет — несмотря на экономическую нецелесообразность, так как это были самые трудоспособные узники. В частности, и поэтому «акции» (таким эвфемизмом гитлеровцы называли организованные ими массовые убийства) против евреев в Бытене происходили неоднократно вплоть до момента полного уничтожения гетто.
25 декабря (летом, 25 июля) 1942 года нацисты и коллаборационисты уничтожили Бытеньское гетто. Евреев привозили на автомашинах на окраину местечка к старому окопу длиной 100 метров, заставляли раздеваться и ложиться на дно лицом вниз, расстреливали сверху из автоматов и пулеметов, а следующих жертв заставляли ложиться поверх убитых. Яма засыпалась слоем земли толщиной 0,5 метра с колючей проволокой.
Всего в Бытене были убиты от 2000 до 3000 евреев из самого местечка и близлежащих деревень.

## Память
Комиссия содействия ЧГК СССР по Бытеньскому району 18 ноября 1944 года произвела вскрытие места расстрела. 30 декабря 1944 года той же комиссией были обследованы два места массовых захоронений у деревни Рудня (2 км от Бытеня). В одном насчитали 900 тел (350 мужчин, 420 женщин и 130 детей), в другом — 80 (45 мужчин, 20 женщин и 15 детей). В выводах экспертной комиссии национальность погибших не была зафиксирована, но по показаниям свидетелей было установлено, что на этом месте 25 июля 1942 года были убиты евреи из Бытеня. Их привозили к месту убийства на грузовиках, заставляли раздеться, лечь в яму лицом вниз, и расстреливали. Следующую группу обреченных людей заставляли ложиться на мертвых. В заключении комиссии зафиксировано, что тела убитых были полностью без одежды, лежали лицом вниз, вперемешку дети, женщины и мужчины, а следы от пуль были в разных местах тел.
Комиссия установила и задокументировала имена некоторых организаторов и исполнителей массовых убийств евреев в Бытене: шеф жандармерии Шульц, офицеры Ганофтоль, Хилькин, Бровзер, Грихе, заместитель начальника жандармерии Вебер, начальник СД Тубис, жандармы Энкель, Шмек, Изберг, начальник лесопильного завода Вундерлих и его помощник Лясс, начальник фуршутскоманды Михелос Отто, оберлейтенант Кох, штабс-фельдфебель Альфред Розубавц.
Опубликованы неполные списки убитых евреев Бытеня и близлежащих деревень.
В 1968 году жертвам геноцида евреев на месте расстрела установлен памятник.